# Fynsmesterskaberne i tennis
Fynsmesterskaberne i tennis er en halvårlig tennisturnering arrangeret af Fyns Tennis Union (FTU). Turneringen, der kun er åben for spillere på Fyn, afvikles både indendørs i januar og udendørs i juni. Om vinteren spilles der på hardcourt eller tæppeunderlag i en tennishal på Fyn, mens der om sommeren spilles på rødt grus udenfor. 
Hvert år afvikles der en herre- og damesinglerække samt en herre- og damedoublerække. Om sommeren bliver også afviklet en mixeddoublerække. Vinderne af rækkerne kåres som fynsmestre, og vinderne af singlerækkerne modtager FTU's vandrepokaler, som de kan råde over ét år ad gangen. Der findes en vandrepokal for både indendørs-FM og udendørs-FM. 
En lang række forskellige fynske klubber har arrangeret FM udendørs igennem årene, men indendørs har turneringen været afviklet ganske få steder, eftersom der eksisterer ganske få tennishaller på Fyn. Idet Fyns største tennisklub, Tennis Club Odense, ingen indendørsfaciliteter har, har klubben aldrig været vært for mesterskaberne, og turneringen er typisk blevet afholdt i Nyborg, Fruens Bøge eller Svendborg. Til trods herfor er de fleste singletitler blevet vundet af spillere fra Tennis Club Odense. 
Kenneth Baker og Trine Bassett fra Tennis Club Odense har vundet flest singletitler i henholdsvis herresingle og damesingle. Trine Bassett har alene i single samlet 23 FM-titler mellem 1997 og 2011 og er fortsat ubesejret i turneringen. 
Igennem mange år har fynsmesterskaberne i tennis været en af de mest prestigefyldte tennisturneringer på Fyn med deltagelse af øens bedste elitespillere. De seneste år har antallet af deltagere - ikke mindst blandt de fynske topspillere - været dalende, og i 2012 blev man nødt til helt at droppe afviklingen af en damesinglerække. 

## Fynsmestre siden 1992

### Vindere af herresinglerækken
| År   | Indendørs            | Klub                   | Udendørs                 | Klub                        |
| ---- | -------------------- | ---------------------- | ------------------------ | --------------------------- |
| 1992 | Martin Thue          | OB                     | Martin Thue              | OB                          |
| 1993 | Martin Thue          | OB                     | Kenneth Baker            | OB                          |
| 1994 | Per Blessing         | Svendborg Tennisklub   | Kenneth Baker            | OB                          |
| 1995 | Jens Alnor           | OB                     | Jens Alnor               | OB                          |
| 1996 | Søren Offer          | OB                     | Kenneth Baker            | OB                          |
| 1997 | Martin Thue          | OB                     | Kenneth Baker            | OB                          |
| 1998 | Simon Verner         | OB                     | Kenneth Baker            | Fruens Bøge Tennisklub      |
| 1999 | Kenneth Baker        | Fruens Bøge Tennisklub | Kenneth Baker            | Fruens Bøge Tennisklub      |
| 2000 | Jens Kjærulf         | OB                     | Kenneth Baker            | Fruens Bøge Tennisklub      |
| 2001 | Kenneth Baker        | Fruens Bøge Tennisklub | Kenneth Baker            | Fruens Bøge Tennisklub      |
| 2002 | Morten Garbers       | OB                     | Andreas Laulund          | OB                          |
| 2003 | Thomas Ebeling       | OB                     | Andreas Laulund          | OB                          |
| 2004 | Morten Garbers       | OB                     | Andreas Laulund          | OB                          |
| 2005 | Morten Garbers       | OB                     | Morten Garbers           | OB                          |
| 2006 | Morten Garbers       | OB                     | Morten Garbers           | OB                          |
| 2007 | Morten Garbers       | Tennis Club Odense     | Kristoffer Jørgensen     | Tennis Club Odense          |
| 2008 | Kristoffer Jørgensen | Tennis Club Odense     | Morten Garbers           | Tennis Club Odense          |
| 2009 | Rune Winkler         | Tennis Club Odense     | Kristoffer Jørgensen     | Tennis Club Odense          |
| 2010 | Rune Winkler         | Tennis Club Odense     | Rune Winkler             | Tennis Club Odense          |
| 2011 | Christian Matic      | Fruens Bøge Tennisklub | Stefan Risager           | Tennis Club Odense          |
| 2012 | Mads Elholm          | Fruens Bøge Tennisklub | Mads Elholm              | Fruens Bøge Tennisklub      |
| 2013 | Nikolaj Skriver      | Fruens Bøge Tennisklub | Jakob Christensen        | Tarup-Paarup Idrætsforening |
| 2014 | Mads Elholm          | Fruens Bøge Tennisklub | Mads Elholm              | Fruens Bøge Tennisklub      |
| 2015 | Christian Qvist      | Fruens Bøge Tennisklub |                          |                             |
| 2016 | Niels Korsgaard      | Fruens Bøge Tennisklub | Christian Damgaard Qvist | Fruens Bøge Tennisklub      |

### Vindere af damesinglerækken
| År   | Indendørs        | Klub                   | Udendørs             | Klub                   |
| ---- | ---------------- | ---------------------- | -------------------- | ---------------------- |
| 1992 | Betina Pedersen  | Svendborg Tennisklub   | Betina Pedersen      | Svendborg Tennisklub   |
| 1993 | Pernille Poulsen | Fruens Bøge Tennisklub | Pernille Poulsen     | Fruens Bøge Tennisklub |
| 1994 | Pernille Poulsen | Fruens Bøge Tennisklub | Pernille Poulsen     | Fruens Bøge Tennisklub |
| 1995 | Pernille Poulsen | Fruens Bøge Tennisklub | Stine Stausholm      | OB                     |
| 1996 | Pernille Poulsen | Fruens Bøge Tennisklub | Line Sørensen        | OB                     |
| 1997 | Trine Bassett    | OB                     | Pernille Poulsen     | OB                     |
| 1998 | Trine Bassett    | OB                     | Trine Bassett        | OB                     |
| 1999 | Trine Bassett    | OB                     | Pernille Poulsen     | Fruens Bøge Tennisklub |
| 2000 | Trine Bassett    | OB                     | Julie la Cour        | Fruens Bøge Tennisklub |
| 2001 | Trine Bassett    | OB                     | Trine Bassett        | OB                     |
| 2002 | Trine Bassett    | OB                     | Trine Bassett        | OB                     |
| 2003 | Trine Bassett    | OB                     | Trine Bassett        | OB                     |
| 2004 | Susanne Bladt    | Fruens Bøge Tennisklub | Trine Bassett        | OB                     |
| 2005 | Trine Bassett    | OB                     | Trine Bassett        | OB                     |
| 2006 | Trine Bassett    | OB                     | Trine Bassett        | OB                     |
| 2007 | Trine Bassett    | Tennis Club Odense     | Trine Bassett        | Tennis Club Odense     |
| 2008 | Trine Bassett    | Tennis Club Odense     | Trine Bassett        | Tennis Club Odense     |
| 2009 | Emma Henriksen   | Fruens Bøge Tennisklub | Trine Bassett        | Tennis Club Odense     |
| 2010 | Trine Bassett    | Tennis Club Odense     | Marie Christoffersen | Tennis Club Odense     |
| 2011 | Trine Bassett    | Tennis Club Odense     | Emma Henriksen       | Fruens Bøge Tennisklub |
| 2012 | Emma Henriksen   | Fruens Bøge Tennisklub | Ikke afviklet        |                        |
| 2013 | Tine Winkler     | Tennis Club Odense     | Tine Winkler         | Tennis Club Odense     |
| 2014 | Camilla Jensen   | Fruens Bøge Tennisklub | Emma Henriksen       | Fruens Bøge Tennisklub |
| 2015 | Emma Henriksen   | Fruens Bøge Tennisklub |                      |                        |